# Józef Im Ch’i-p’ek
Józef Im Ch’i-p’ek (kor. 임치백 요셉) ur. 1804 w Korei, zm. 20 września 1846 w więzieniu w Seulu) – koreański męczennik, święty Kościoła katolickiego.
Im Ch’i-p’ek urodził się w niewielkiej wiosce w pobliżu Seulu. Przez 10 lat uczęszczał do tradycyjnej koreańskiej szkoły, gdzie studiował chińską literaturę. Następnie zajął się handlem. Zarówno jego żona, jak i dzieci były ochrzczone, natomiast sam Im Ch’i-p’ek twierdził, że przyjmie chrzest w późniejszym czasie. Mimo to odnosił się życzliwie do katolików i nie obawiał się, że może zostać uznany za jednego z nich (co w tym czasie w Korei mogło okazać się niebezpieczne). W 1835 roku zgłosił się na ochotnika do pracy w policji, żeby móc pomagać aresztowanym podczas prześladowań katolikom.
W 1846 roku jeden z jego synów towarzyszył ks. Andrzejowi Kim Tae-gŏn podczas podróży i został razem z nim aresztowany 5 czerwca. Po otrzymaniu wiadomości o tym zdarzeniu Im Ch’i-p’ek udał się do miejsca jego uwięzienia, a następnie udał się do gubernatora z prośbą o uwolnienie syna. Ten jednak nie tylko, że prośby nie spełnił, ale kazał uwięzić Im Ch’i-p’eka. W więzieniu spotkał Andrzeja Kim Tae-gŏn, który wywarł na nim tak duże wrażenie, że Im Ch’i-p’ek zdecydował się w końcu przyjąć chrzest, na którym otrzymał imię Józef. Ponieważ jego przyjaciele chcieli go ocalić, namawiali go do wyrzeczenia się wiary, a nawet przyprowadzili kilkukrotnie do więzienia jego synów mając nadzieję, że im uda się skłonić do tego ojca. Ponieważ Józef Im Ch’i-p’ek nie chciał wyrzec się wiary, został poddany torturom. Po 3 miesiącach pobytu w więzeiniu skazano go na śmierć, którą poniósł przez uduszenie 20 września 1846 roku.
Wspominany jest w dzienną rocznicę śmierci.
Beatyfikowany 5 lipca 1925 roku przez Piusa XI, kanonizowany 6 maja 1984 roku przez Jana Pawła II w grupie 103 męczenników koreańskich.